# Cecilia Santiago
Aurora Cecilia Santiago Cisneros (* 19. Oktober 1994 in Nezahualcóyotl) ist eine mexikanische Fußballnationalspielerin auf der Position der Torhüterin.  

## Karriere

### Verein
Cecilia Santiago begann ihre Fußballkarriere bei Cachorros Neza, einem Verein in ihrer Heimatstadt mit angegliederter Fußballschule. Später stand die Torhüterin unter anderem bei Club Laguna unter Vertrag. In der Saison 2013 spielte sie in der neugegründeten National Women’s Soccer League, der höchsten amerikanischen Profiliga im Frauenfußball, für die Boston Breakers. Ihr Debüt in der NWSL gab Santiago am 27. April 2013 gegen die Western New York Flash. Zur folgenden Saison 2014 wurde sie dem Ligakonkurrenten FC Kansas City zugewiesen, pausierte jedoch für ein Jahr vom Ligafußball. Im Sommer 2015 wechselte sie zum Champions-League-Teilnehmer Apollon Limassol und von dort zur Saison 2016 weiter zum isländischen Erstligisten Þór/KA.

### Nationalmannschaft
Santiago hütete bei der 2010 in Deutschland ausgetragenen U-20-WM der Frauen das Tor der mexikanischen U-20-Frauennationalmannschaft und wurde auch für den WM-Kader 2011 der mexikanischen Frauenfußballnationalmannschaft nominiert. Sie wurde im ersten Spiel gegen England eingesetzt und ist damit mit 16 Jahren und 251 Tagen die jüngste Torhüterin, die jemals bei einer WM eingesetzt wurde. 2012 nahm sie an der U-20-WM der Frauen in Japan teil, bei der sie mit Mexiko mit 0:1 n. V. gegen Nigeria im Viertelfinale ausschied. Zwei Jahre später bei der U-20-WM der Frauen in Kanada stand das Ausscheiden Mexikos bereits nach der Gruppenphase fest. Sie gehört auch wieder zum Kader der Mexikanerinnen für die WM 2015 in Kanada.

## Erfolge
- 2014: NWSL-Meisterschaft (FC Kansas City, ohne Einsatz)